# Czerwony Dwór (województwo pomorskie)
Czerwony Dwór (niem. Rothhof) – osada w północnej Polsce w województwie pomorskim, w powiecie sztumskim, w gminie Stary Targ w pobliżu drodze wojewódzkiej nr 515. Wieś wchodzi w skład sołectwa Łoza.
Czerwony Dwór powstał jako osada folwarczna składająca się z dworu, parku oraz budynków gospodarczych i inwentarskich. W 1527 wraz z innymi miejscowościami Maciej Trebnicz przekazał go swemu szwagrowi o nazwisku Piecewski. Później wieś należała do rodziny Przemińskich. Wieś szlachecka położona była w I Rzeczypospolitej w województwie malborskim. Pod koniec XIX wieku wśród mieszkańców przeważały osoby wyznania ewangelickiego. Zachował się układ ruralistyczny miejscowości z XV/XVI wieku. Zachował się też dwór i budynek gospodarczy z 1880 oraz park, także z II połowy XIX wieku, oraz dwa budynki mieszkalne z początku XX wieku. W latach 40. XX wieku na południe od folwarku powstał zespół zabudowy mieszkalno-gospodarczej, budynki ustawione są rzędowo wzdłuż drogi.
W latach 1945–1975 miejscowość administracyjnie należała do województwa gdańskiego, a w latach 1975–1998 do województwa elbląskiego.